# Польове (Німецький національний район)
Польове́ (рос. Полевое) — село у складі Німецького національного району Алтайського краю, Росія. Адміністративний центр та єдиний населений пункт Польовської сільської ради.
Стара назва — Польовий.

## Населення
Населення — 1263 особи (2010; 1485 у 2002).
Національний склад (станом на 2002 рік):
- росіяни — 73 %